# Zdzisław Simche

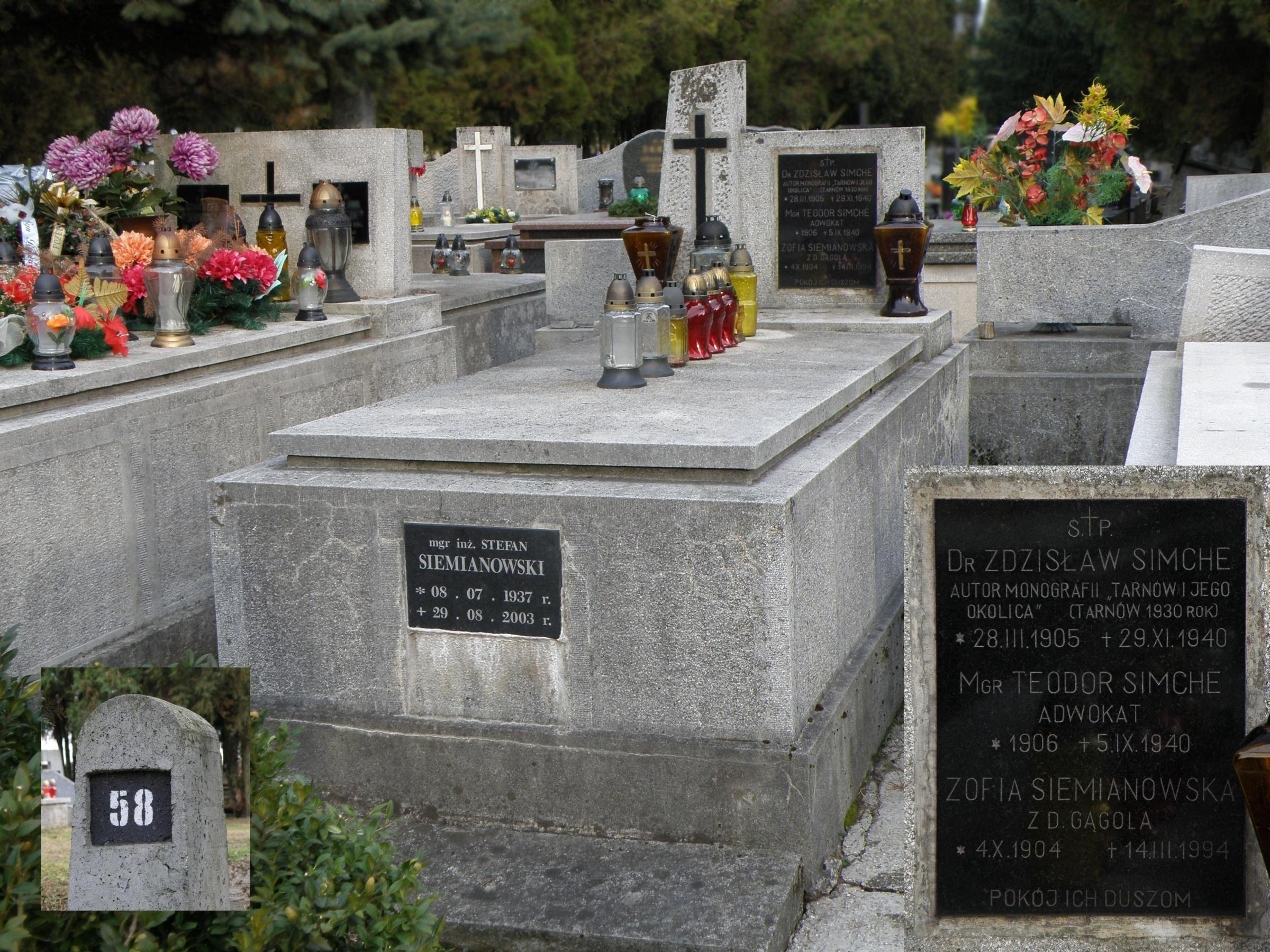
Grób na cmentarzu komunalnym w Tarnowie-Mościcach (kwatera 58)

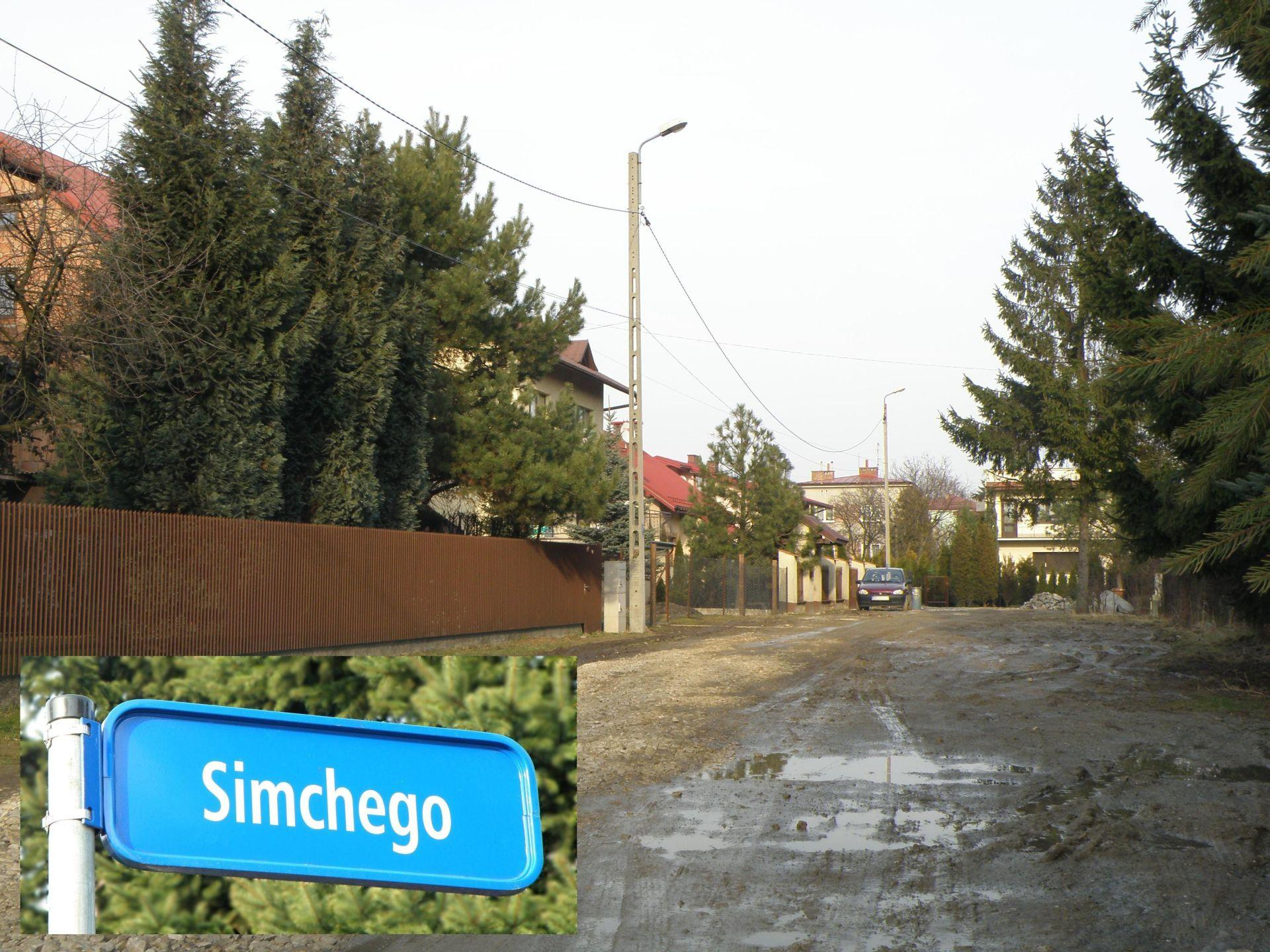
Ulica Zdzisława Simchego w Tarnowie na Zabłociu

Zdzisław Alfred Simche (ur. 28 marca 1905 w Tarnowie, zm. 29 listopada 1940 w KL Auschwitz) − polski geograf, nauczyciel, publicysta i działacz społeczny pochodzenia żydowskiego, więzień i ofiara obozu koncentracyjnego Auschwitz.

## Życiorys
Zdzisław Simche urodził się w rodzinie tarnowskiego adwokata Eliasza Simchego i Stefani Warenhaupt. W 1922 wypisał się z gminy żydowskiej i przyjął chrzest w kościele katolickim. Po ukończeniu Państwowego Gimnazjum im. Kazimierza Brodzińskiego w Tarnowie, w latach 1923–1928 studiował geografię na Uniwersytecie Jagiellońskim. Przez rok był prezesem Koła Geografów UJ. Po ukończeniu studiów starał się o posadę asystenta na katedrze geografii Uniwersytetu Jana Kazimierza u profesora Eugeniusza Romera, ale nie otrzymał jej ze względu na pochodzenie. Powrócił do Tarnowa, gdzie zaczął pracę jako nauczyciel gimnazjalny. Uczył w trzech działających wtedy gimnazjach w mieście.
Od 1927 roku był redaktorem „Słowa Tarnowskiego”, publikował również w „Przeglądzie Geograficznym” oraz w roczniku „Ziemia”. W 1929 roku był współzałożycielem i pierwszym sekretarzem zarządu Towarzystwa Przyjaciół Nauk w Tarnowie. Rok później ukazała się jego monografia Tarnów i jego okolica, wydana z okazji jubileuszu 600-lecia miasta (wznowiona jako reprint w 1993 roku). W 1931 roku został pierwszym prezesem tarnowskiego oddziału Polskiego Towarzystwa Krajoznawczego. Był również powiatowym delegatem Państwowej Rady Ochrony Przyrody. Miał swój udział w powstaniu w pobliżu Ciężkowic rezerwatu przyrody „Skamieniałe Miasto”.
W kwietniu 1940 roku Zdzisław Simche został aresztowany przez gestapo i osadzony w więzieniu w Tarnowie. Pomimo zabiegów rodziny włączono go jako więźnia politycznego do pierwszego transportu do obozu koncentracyjnego Auschwitz, 14 czerwca 1940 roku. Otrzymał numer obozowy 452. Zmarł z wycieńczenia 29 listopada 1940 roku na placu apelowym. Jego ciało zostało skremowane, a prochy wydano żonie i pochowano początkowo na tarnowskim Starym Cmentarzu. W 1982 urnę przeniesiono do grobowca na cmentarzu komunalnym w Mościcach.
W 1983 roku ulica w tarnowskiej dzielnicy Zabłocie otrzymała imię Zdzisława Simchego. Jego nazwisko znalazło się również na tablicy upamiętniającej poległych podczas wojny nauczycieli i uczniów, odsłoniętej w 1989 roku w III Liceum Ogólnokształcącym.
Zdzisław Simche był żonaty z Zofią z d. Gągola, z którą mieli trzech synów. Jego młodszy brat, Teodor był prawnikiem – również zginął w KL Auschwitz.